# Miracia efferata
Miracia efferata är en kräftdjursart som beskrevs av James Dwight Dana 1849. Miracia efferata ingår i släktet Miracia och familjen Miraciidae. Inga underarter finns listade i Catalogue of Life.